# Sulzbach am Main
Pour les articles homonymes, voir Sulzbach.
Sulzbach am Main est une commune de Bavière (Allemagne), située dans l'arrondissement de Miltenberg, dans le district de Basse-Franconie.